# Австралійська виборча комісія

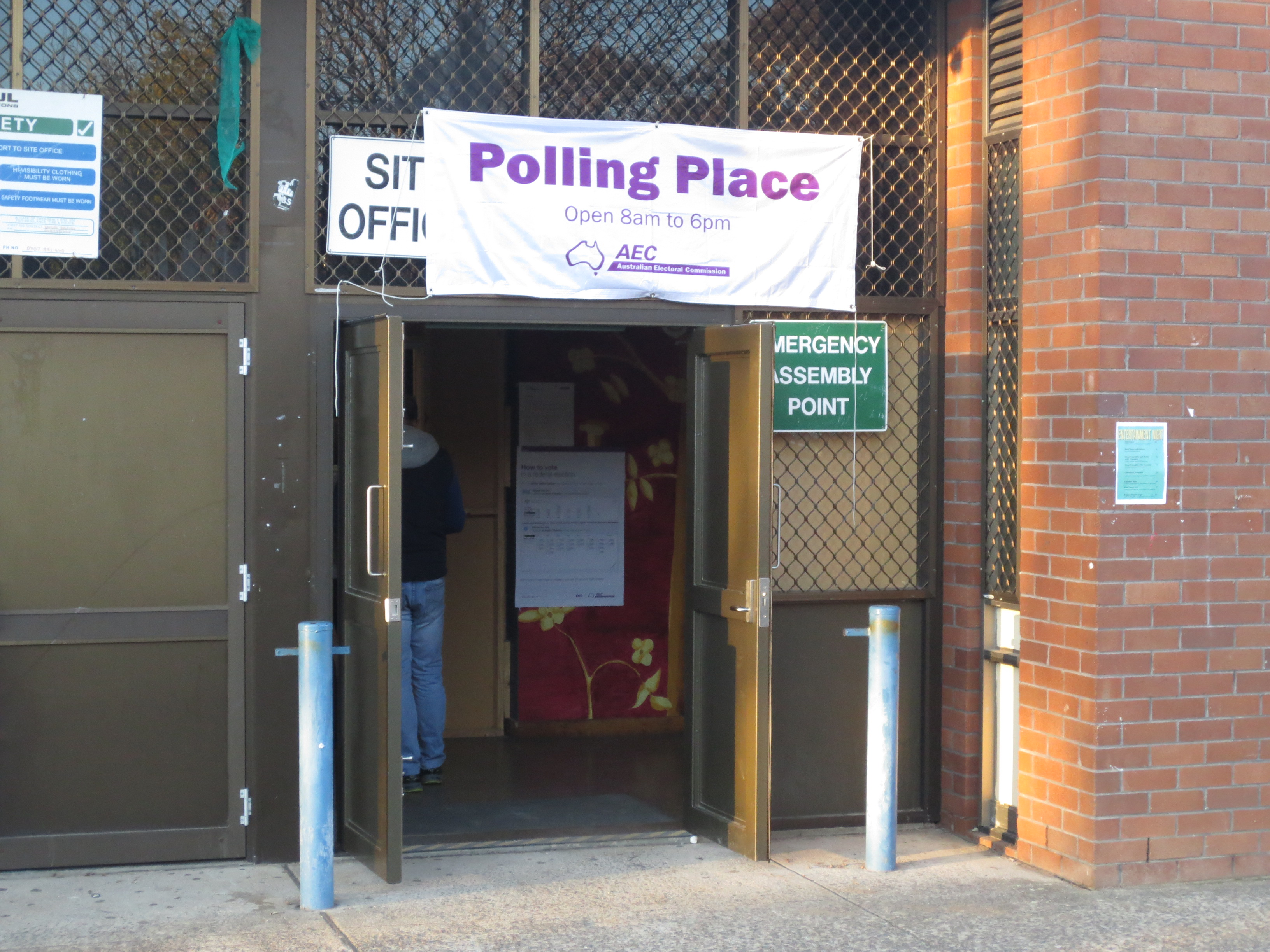
Вхід на виборчу дільницю, що організована Виборчою комісією Австралії (федеральні вибори 2016 року)

Австралійська виборча комісія (АВК) є незалежним федеральним агентством, відповідальним за організацію, проведення та нагляд за федеральними виборами, проміжними виборами та референдумами в Австралії.

## Штати та території
Вибори в органи влади окремих штатів та органи місцевого самоврядування контролюються окремими виборчими комісіями в кожному штаті чи території:
- Виборча комісія Нового Південного Уельсу
- Виборча комісія Квінсленда
- Виборча комісія Вікторії
- Виборча комісія Південної Австралії
- Виборча комісія Тасманії
- Виборча комісія Західної Австралії
- Виборча комісія Північної території
- Виборча комісія столичного регіону.

## Обов'язки
Основним обов'язком АВК є проведення федеральних виборів, додаткових виборів та референдумів. АВК також відповідає за підтримку та оновлення виборчих списків, розподіл виборчих районів. АВК публікує докладні результати виборів та контактує з виборцями, які не проголосували, оскільки вибори в Австралії є обов'язковими.
АВК також відповідає за реєстрацію політичних партій, які мають намір висувати кандидатів на федеральних виборах, спостерігає за діяльністю цих політичних партій, в тому числі і за звітністю за пожертвами та витратами. АВК займається освітньою діяльністю, спрямованою на інформування громадян про виборчий процес, за яким обираються депутати та за яким вносяться зміни до Конституції Австралії. Комісія також відіграє певну роль у голосуваннях робітничих організацій.

## Реєстрація політичних партій
Офіційна реєстрація політичних партій в Австралії розпочалась у Новому Південному Уельсі в 1981 та в 1984 для Австралії загалом. АВК веде реєстр політичних партій.  Реєстрація необхідна для того, щоб партія могла висунути кандидатів, отримати державне фінансування, мати партійний ідентифікатор у виборчих бюлетенях, та бути представленою у бюлетенях. 
Правила щодо назв партій, вимагають, щоб імена партій були не довшими за шість слів, не були непристойними та не були подібними до назви іншої партії, не пов'язаної з цією, не могли спричинити плутанину з іншою партією, а також не містити слова "незалежн(ий)" або "незалежна партія".
Усі австралійські регіони також мають мінімальну вимогу кількості членів, яка сильно відрізняється, особливо якщо порівнювати із загальною кількістю населення регіону. Ця вимога становить 100 людей столичному окрузі та в Тасманії, 500 для країни загалом та 750 для Нового Південного Уельсу.  Також необхідна плата за реєстрацію, що складає від $500 до $2000 в залежності від штату 

## Державне фінансування політичних партій
З 1984 року австралійські політичні партії публічно фінансуються АВК. Метою державного фінансування є зменшення впливу грошей приватних осіб на вибори, а отже, і впливу приватних осіб на формування державної політики. Після кожних виборів АВС розподіляє встановлену суму грошей політичним партіям в залежності від отриманих голосів. Кандидату або групі в Сенаті потрібно отримати 4% голосів виборців, щоб отримати право на державне фінансування. 
Після виборів 2013 року політичні партії та кандидати отримали $ 58,1 млн на фінансування виборів, при цьому ставка фінансування становить 248 800 центів за голос. Ліберальна партія отримала  $23,9 млн в складі коаліції, яка отримала загальну суму $27,2 млн, тоді як Лейбористська партія отримала $20,8 млн. Іншими значними одержувачами були Зелені з $5,5 млн, Об'єднана партія Кліва Палмера з $2,3 млн, та Ліберально-демократична партія $1,0 млн.
У 2016 році було розподілено $62,7 млн, при цьому ставка фінансування становила 262,784 цента за голос. 

## Виборчий список
Однією з функцій АВК є ведення списку виборців. В Австралії реєстрація виборців називається "зарахуванням" (enrolment). АВК слідкує за федеральним виборчим список Австралії, який використовується для федеральних виборів, додаткових виборів та референдумів. Австралія підтримує постійний федеральний виборчий список з 1908 р., А участь у федеральних виборах є обов'язковою з 1911 р.  Тоді вимога про реєстрацію поширювалась на “британських підданих”, яким виповнився 21 рік.
Хоча кожен штат і територія також мають власну виборчу комісію або офіс, виборці мають реєструватися лише в АВК, яка надає дані про реєстрацію відповідній виборчій комісії штату, за винятком Західної Австралії, яка веде власний виборчий список. Федеральний список також становить основу місцевих виборчих списків та виборчих списків штатів (крім Західної Австралії). 
Реєстрація АВК охоплює федеральный рівень, рівень штатів та місцевий рівень. В Австралії та в кожному штаті та на території є правопорушенням не проголосувати на будь-яких федеральних виборах чи виборах штату (або, принаймні, не бути присутнім на виборчій дільниці та не викреслити своє ім’я зі списку). Це карається штрафом, сума якого варіюється між федеральними виборами та виборами на рівні штатів.(наприклад, штраф у штаті Вікторія за неголосування наразі становить 75 австралійських доларів). Цей показник індексується на початку кожного фінансового року. Зазвичай, людям висувають попередження, коли виявляється, що вони не проголосували та дають можливість пояснити причину. Прийнятними причинами неголосування можуть бути: перебування травматологічних відділеннях лікарень, хвороба (вимагає підтвердження), виїзд за межі країни в день виборів, релігійні застереження, ув'язнення тощо. Особи, що забули про вибори, також мають оплатити штраф. Стаття 245 Закону про вибори передбачає, що якщо виборця запитають про "справжню причину" його відмови брати участь у голосуванні і він відповість, що він не зробив цього, оскільки це суперечило його релігії, це твердження вважатиметься остаточним і подальші дії вживатися не будуть.
Традиційно виборці не можуть зареєструватися протягом трьох тижнів, під час виборів. У 2004 р. Уряд Говарда прийняв закон, що заборонив реєстрацію виборців після 8 вечора в день офіційного затвердження виборів (як правило, це відбувається в межах 10 днів після оголошення виборів).  Австралійці критично поставилися до цього закону. Вони стверджували, це несправедливо позбавляє права голосу виборців, які голосують вперше та тих, хто забув поновити себе у списках. Закон був скасований безпосередньо перед федеральними виборами 2010 року після того, як адвокаційна група GetUp! отримала рішення Високого суду Австралії  про те, що зміни були неконституційними.  16 та 17-річні особи можуть наперед зареєструватися, щоб мати можливість голосувати, коли їм виповниться 18 років. 

## Історія та структура
Виборчий закон Австралійського союзу 1902 р.  заклав основи виборчої системи Австралії, яка до 1916 р. керувалася відділенням Департаменту внутрішніх справ, а потім до 1928 р. Департаментом внутрішніх справ і територій, знов Департаментом внутрішніх справ до 1972 р. Австралійський виборчий офіс був створений в 1973 році згідно із Законом про виборчий офіс Австралії 1973 року [Архівовано 15 жовтня 2020 у Wayback Machine.].  Австралійська виборча комісія (АВК) була створена як статутний орган Австралійського союзу 21 лютого 1984 року.
АВК звітує перед Спільним постійним комітетом з питань виборів  Парламенту Австралії і повинна повідомляти про те, як пройшли вибори.
АВК була створена та діє згідно із Законом про вибори Австралійського союзу 1918 року. До її складу входять голова (чинний суддя або суддя Федерального суду у відставці), уповноважений з питань виборів та несудовий член (як правило, австралійський експерт зі статистики). Уповноважений з питань виборів має повноваження секретаря департаменту згідно із Законом про державну службу 1999 року та Законом про фінансове управління та підзвітність 1998 року. Голова та третій несудовий член обіймають свої посади за сумісництвом.
Кожен виборчий округ має службовця, відповідального за адміністрування виборів у окрузі. У кожному штаті також є виборчий комісар, відповідальний за адміністрування виборів в Сенат. АВК має національне бюро в Канберрі та офіс у кожному штаті та території: Аделаїда, Брисбен, Дарвін, Гобарт, Мельбурн, Перт та Сідней.
З моменту втрати 1400 виборчих бюлетенів під час перерахунку голосів у виборах до Сенату Західної Австралії 2013 року та під час наступних позачергових виборів 2014 року, керівництво АВК було під значним контролем.

## Список австралійських виборчих комісарів
| Розпочав            | Склав Повноваження   | Уповноважений               |
| ------------------- | -------------------- | --------------------------- |
| 21 лютого 1984 року | 26 листопада 1989 р  | Колін Енфілд Хьюз           |
| 18 грудня 1989 р    | 20 грудня 1994 року  | Брайан Філд Кокс            |
| 16 січня 1995 року  | 14 січня 2000 р      | Вільфред Джеймс "Білл" Грей |
| 23 березня 2000 р   | 1 липня 2005 р       | Ендрю Кінгслі "Енді" Беккер |
| 2 липня 2005 року   | 22 вересня 2008 року | Ян Кемпбелл                 |
| 5 січня 2009 р      | 4 липня 2014 року    | Ед Кіллестейн               |
| 15 грудня 2014 року | Присутні             | Том Роджерс                 |

## Зовнішні посилання
- Вебсайт австралійської виборчої комісії [Архівовано 4 липня 2019 у Wayback Machine.]
- Вебсайт Виборчої ради Австралії та Нової Зеландії [Архівовано 16 травня 2022 у Wayback Machine.], консультативна рада між АВК, вибрчими органами Нової Зеландії, виборчими органами штатів та територій